# Франсоа Англер
Вижте пояснителната страница за други личности с името Енглер.

Франсоа Англер (произношение на френски: [ɑ̃glɛʁ], изписване на френски: François Englert, на български: Франсоа Енглер) е белгийски физик теоретик, носител на Нобелова награда за физика за 2013 г. „за теоретичното откритие на механизъм, допринасящ съществено за нашето разбиране за произхода на масата на субатомните частици, експериментално потвърден от откриването на предсказаната фундаментална частица от детекторите на елементарни частици ATLAS и CMS на Големия адронен колайдер на ЦЕРН“.

## Биография
Роден е на 6 ноември 1932 г. в Етербек, Белгия. Завършва средното си образование в Кукелберг. Дипломира се като електроинженер през 1955 г. и по-късно следва физика. Дипломира се като физик от Брюкселския свободен университет през 1957 г., а на следващата година защитава докторантура. Заминава за САЩ, където работи в университета Корнел до 1961 г., когато е назначен за лектор в Брюкселския свободен университет.
През 1998 г. получава титлата „професор хонорис кауза“.

## Научна дейност
В сътрудничество с Робер Брут, предлага механизма на Брут-Англер-Хигс като обяснение за механизма, по който елементарните частици придобиват маса. Такъв механизъм е предложен едновременно и от Питър Хигс, на когото е наречена и съответстващата елементарна частица, хигс бозона. За откритието си получава, съвместно с Питър Хигс, Нобеловата награда за 2013 г.